# Filippo della Torre
Filippo della Torre (Milano, inizio XIII secolo – Milano, 24 settembre 1265), figlio di Iacopo della Torre e nipote di Pagano I della Torre, fu de facto signore di Milano dal 1263 fino alla sua morte, succedendo al fratello Martino.

## Biografia
Figlio di Iacopo, conte di Valsassina, Filippo era un nipote di Pagano I della Torre, il quale aveva stabilito il potere familiare nella città di Milano e fratello di Martino, primo signore di Milano. La sua carriera politica si aprì nel 1256 quando venne nominato podestà di Genova. Personaggio molto discusso, si dimostrò infedele verso l'amministrazione della città: per questo motivo il popolo si ribellò e provocò una riforma dello stato.
Ritornato a Milano nel 1263, venne eletto capitano perpetuo del popolo e dopo la morte del fratello Martino succedette, il 18 dicembre, nella signoria di Milano, con Oberto II Pallavicino nominato da Martino capitano generale, il cui contratto sarebbe scaduto l'11 novembre del 1264. Alcune città, come Novara e Lodi, passarono sotto la sua signoria, mentre Como, capeggiata dai Rusca, fu sottomessa nel sangue. Simone da Locarno e suo figlio Guidotto furono fatti prigionieri ed esposti alla gogna in una gabbia al Broletto di Milano. Ottenne anche le signorie di Vercelli e di Bergamo, seppure con opposizione.
Nel 1264 riuscì a cacciare dalla città il ghibellino Oberto II Pallavicino, che si era schierato a capo di un gruppo di ribelli con lo scopo di vendicarsi del torto subito e si mise a capo di Cremona, Crema, Brescia, Piacenza, Alessandria, Pavia e Tortona. Filippo della Torre, dichiaratosi di parte guelfa, appoggiò nel 1265 il passaggio delle truppe di Carlo I d'Angiò, futuro re di Napoli, nonostante le opposizioni armate di Oberto Pallavicino e di Buoso da Duera. Filippo accettò, in segno di amicizia, l'elezione a podestà di Milano di Barral di Baux, di origini provenzali.
Per cacciare definitivamente il Pallavicino si rivolse a Ludovico di San Bonifacio, conte nominale di Verona, in quanto la città si trovava ormai sotto il dominio di Mastino Della Scala, Obizzo II d'Este e le città di Mantova, Ferrara e Brescia.
Il 24 settembre 1265 Filippo morì improvvisamente e fu sepolto nell'Abbazia di Chiaravalle, vicino al padre e al fratello Martino.

## Discendenza
Filippo sposò in prime nozze una donna della famiglia Da Niguarda, dalla quale ebbe una figlia, Agnese, che sposò Guglielmo della Pusterla. In seconde nozze prese in moglie una nobile della famiglia Birago, che gli diede un figlio, Salvino, destinato a succedergli, ma escluso a favore del cugino Napoleone.